# Fish Lake (Jackson County, Oregon)
Der Fish Lake ist ein Stausee im Jackson County, Oregon, Vereinigte Staaten. Er liegt auf einer Höhe von 1414 m rund 55 km nordöstlich von Medford. Der ehemals natürliche See wurde durch den Bau eines 15 m hohen Staudamms vergrößert. Der Fish Lake Dam staut den nördlichen Ast des Little Butte Creek.

## Geologie
Der Fish Lake liegt zwischen zwei Vulkanen: Mount McLoughlin im Norden und Brown Mountain im Süden. Vor zweitausend Jahren erkaltete Lavaströme aus Andesit, die der Brown Mountain hervorgebracht hatte, umgeben den See an seinem südlichen Ufer.

## Geschichte
Der Fish Lake war ursprünglich ein natürlicher See.
Im Jahr 1898 wurde die Fish Lake Water Company gegründet, um die Bewässerung des Rogue Valleys zu erleichtern. Das Unternehmen schlug die Vergrößerung des Fish Lakes und des nahegelegenen Fourmile Lakes vor, damit mehr Wasser gespeichert werden konnte. Ein vorläufiger Staudamm am Fish Lake wurde zwischen 1902 und 1908 gebaut und 1906 entstand ein Staudamm am Fourmile Lake. Die beiden Seen wurden 1915 durch den Cascade Canal verbunden, sodass Wasser vom Fourmile Lake, der zum Einzugsgebiet des Klamath Rivers gehört, über die Wasserscheide in der Kaskadenkette zum Fish Lake geleitet werden und so den Little Butte Creek auffüllen konnte. Der temporäre Damm wurde durch einen permanenten Staudamm ersetzt.
Dieser Staudamm wurde 1922 erneut modifiziert. 1955 wurde eine neue Hochwasserentlastung gebaut. Ein Entlastungskanal wurde 1996 hinzugefügt. Der See ist heute dreimal so groß wie ursprünglich.

## Hydrologie
Der Fish Lake hat eine durchschnittliche Tiefe von 5,5 und eine maximale Tiefe von 9,4 m. Seine Oberfläche umfasst im Durchschnitt 1.950.000 m² bei einem durchschnittlichen Volumen von 9.666.000 m³. Das Einzugsgebiet beträgt 52 km². Der Staudamm ist 15 m hoch und 293 m lang.

## Fauna
Zu den Fischarten im See gehören Regenbogenforelle und Bachforelle. Fischadler sind in dem Gebiet heimisch.

## Freizeit
Der Pacific Crest Trail führt am Ostufer des Sees entlang. Um den Fish Lake liegen drei Campingplätze. Zu den von Besuchern bevorzugten Freizeitaktivitäten am See gehören fischen, schwimmen und bootfahren.